# Литовська вулиця (Київ)
Лито́вська ву́лиця — зникла вулиця, що існувала в Московському, нині Голосіївському районі Києва в місцевості Саперна слобідка. Пролягала від Феодосійської вулиці до Стратегічного шосе.

## Історія
Вулиця виникла на початку XX століття, ймовірно, мала таку ж назву (згадується під такою ж назвою на картах міста 1935 та 1943 років).
Ліквідована у зв'язку зі знесенням частини малоповерхової забудови наприкінці 1970-х — на початку 1980-х років.